# Tremacebus harringtoni
Tremacebus harringtoni — викопний вид широконосих мавп родини Коатові (Atelidae). Скам'янілості знайдені у провінції Чубут у Патагонії на півдні Аргентини. Датуються раннім міоценом, 20 млн років.

## Опис
Мавпа була завдовжки до 1 метра та вагою приблизно 2 кг. Була схожа на сучасних представників родини Aotidae, з якими вона напевне була тісно пов'язана, проте мала менші очі. Аналіз черепа показав, що у неї були зменшені нюхові цибулини, отже мала поганий нюх. Малі очі та поганий нюх вказують на денний спосіб життя.